# Антипова, Анна Фёдоровна
Анна Фёдоровна Антипова (5 февраля 1918, Борисово, Калужская губерния — 7 февраля 1999) — председатель колхоза имени Шевченко в Алексинском районе, Герой Социалистического Труда (1957). Депутат Верховного Совета СССР 4-го созыва.

## Биография
Родилась 5 февраля 1918 года в деревне Борисово (ныне — в Суворовском районе Тульской области). Окончила в 1934 году семилетнюю школу, поступив затем в Калужский зооветеринарный техникум. После окончания учёбы — зоотехник в Ясногорском районе, инспектор государственного племенного рассадника крупного рогатого скота по зоне колхозов Алексинского района. В феврале 1952 года избрана председателем правления колхоза имени Шевченко в Алексинском районе. В 1962—1966 годах — председатель колхоза имени Шевченко. В 1967—1973 годах — председатель колхоза «Знамя Ильича» (Алексинский район).
Под её руководством колхоз добился значительных успехов в экономическом и социальном развитии. Вывела колхоз в число передовых сельскохозяйственных предприятий Тульской области. Указом Президиума Верховного Совета СССР от 27 декабря 1957 года удостоена звания Героя Социалистического Труда «за выдающиеся успехи в работе по увеличению производства и сдачи государству сельскохозяйственных продуктов» с вручением ордена Ленина и золотой медали Серп и Молот.
Депутат Верховного Совета СССР 4-го созыва.

## Награды
- золотая медаль «Серп и Молот» Героя Социалистического Труда и Орден Ленина (27.12.1957)
- Орден «Знак Почёта» (8.4.1971)[2]
- медали, в том числе «За трудовую доблесть».